# Vindalho

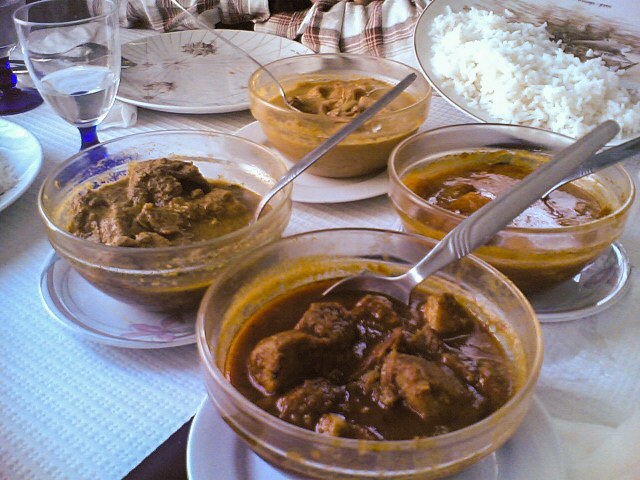
Vindalho em primeiro plano, com outros pratos goeses ao fundo.

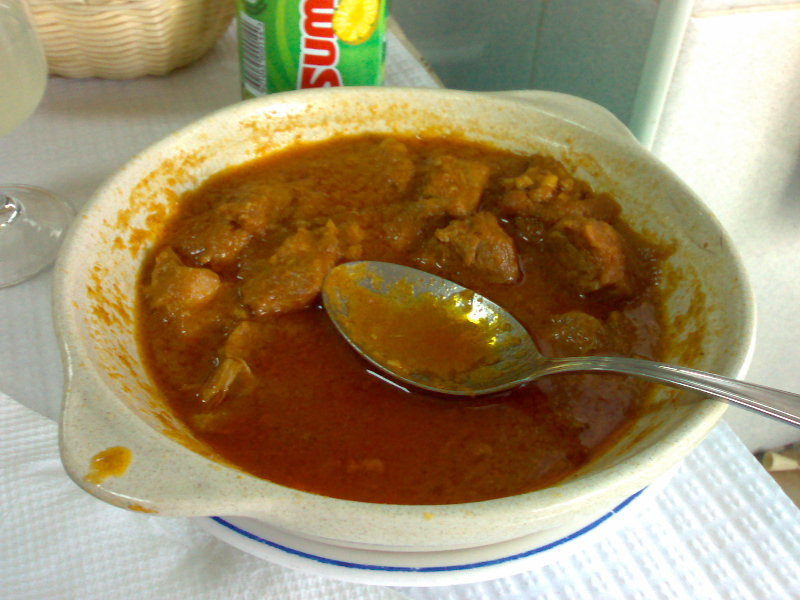
Vindalho em Algés, em Portugal.

Vindalho é um prato da culinária indo-portuguesa de Goa, Damão e Diu, outrora pertencentes ao Estado Português da Índia. O nome vem de vinha d'alhos, tempero levado pelos marinheiros portugueses, na época dos descobrimentos, e posteriormente adaptado ao gosto local, que o complementou com especiarias.
É confecionado com carne de porco. A carne é cortada aos cubos e temperada com sal e vinagre, ficando a repousar nesse tempero. Em seguida, é frita.
Na mesma gordura da fritura, é feito um refogado de cebola, usando-se depois um tempero conhecido por amtan mirem, consistindo de malagueta moída com alhos, coentros, cominhos, açafrão-da-terra, tamarindo e vinagre. Estes ingredientes são todos bem misturados e, depois de bem fritos, são-lhes adicionados açúcar, a carne, a marinada e água de tamarindo. É apurado num tacho fechado, devendo o molho final ficar espesso.
Tal como outros pratos da região, o vindalho caracteriza-se por ser muito picante. É normalmente acompanhado por arroz.

## Variantes
O vindalho original é confecionado com carne de porco. Porém, as religiões de outras regiões da Índia proíbem o consumo deste tipo de carne. O prato acabou por se espalhar para outras regiões do país alterando-se o tipo de carne utilizada. É comum encontrar vindalho confecionado com carne de frango ou de borrego e até mesmo com peixe. 
Noutros locais da Índia, fora do estado de Goa, e na Grã-Bretanha, o vindalho é conhecido por vindaloo, uma corruptela de vindalho.
Em Portugal, os restaurantes de origem goesa apresentam a versão original com carne de porco. É, no entanto, também possível encontrar as variantes com carne de frango e borrego em restaurantes de comida indiana de outras regiões da Índia.
Na Grã-Bretanha, as variantes com frango e borrego foram popularizadas pelos inúmeros restaurantes indianos existentes naquele país. A popularidade do prato é tal que chegou a inspirar a canção inglesa oficial do campeonato do mundo de futebol de 1998.